# Cantarell
Cantarellは、GNOMEのユーザインタフェースにおいて、バージョン3.0からバージョン48まで標準で採用されていた書体であり、Bitstream VeraおよびDejaVuに代わるものである。このフォントは2009年にデイヴ・クロスランドによって制作された。
GNOME（バージョン3からバージョン48）を搭載するオペレーティングシステムでは、このフォントファミリーが標準で含まれていた。その中には、例えばFedoraなどがあり、Red Hat Enterprise LinuxではこのフォントファミリーがGoogle Fontsのディレクトリに含まれており、Webサイトでの使用が可能である。一方、Ubuntuでは採用されておらず、代わりにUbuntu書体が使用されている。
GNOME 48以降、Cantarellはユーザインタフェースの標準書体としてAdwaita Sansに置き換えられた。

## 歴史
2009年、Cantarell書体はデイヴ・クロスランドがレディング大学で書体デザインを学んでいた際に最初に設計された。2010年、GNOMEが3.0リリースに向けてこの書体を採用し、フォントのソースはGNOMEのGitリポジトリに移された。このリポジトリでフォントは維持されており、ヤクブ・スタイナーやプージャ・サクセーナなど、さまざまなデザイナーが貢献している。2013年、プージャ・サクセーナはGNOME Foundationの「女性のためのアウトリーチ・プログラム」インターンシップに参加し、デザインおよび言語対応の改善を担当した。2014年、プージャはGoogle Fontsから資金援助を受け、デザインをデーヴァナーガリー文字に拡張したが、避けられない縦方向のメトリクス調整が必要となったため、このファミリーは新たに『Cambay』という名前で公開された。Cantarellに由来する別の書体にはPetra Sansがある。
GNOME 3.28（2018年3月）では、フォントが再設計され、ライトおよびエクストラボールドの2つのウェイトが追加された。

## 批判
Cantarellは当初、自由ソフトウェアコミュニティから批判と支持の両方を受けた。GNOMEによるCantarellの使用は、デスクトップアプリケーションにおける可読性を低下させる、カーニングが行われていない、字体の形状が歪んでいる、などの批判があった。一方でこのデザインを評価するユーザーもおり、「スタイリッシュで美しく、何よりもくっきりしていて読みやすい」と称賛されることもあった。初期のリリースノートでは、画面上での可読性を重視して設計されたと記されていた。
GNOMEの選択はまた、Cantarellが一部のラテン文字言語にしか対応しておらず、以前使用されていたDejaVuフォントよりも対応言語が少ないという理由でも批判された。フォントが最初に公開された際、クロスランドは他の人々に言語対応の拡張を呼びかけた。この試みは2013年にサクセーナがキリル文字への対応を開始したことでようやく本格化した。
Cantarellには、ネイティブのイタリック体やオブリーク体の字体が含まれていない。